# Googoosh
Googoosh (Teherán, 5 de mayo de 1950) es una actriz y cantante iraní. Googoosh es de etnia azerí, y proviene de una familia laica, y desde muy joven empezó a hacer música. Ha grabado unas doscientas canciones, casi todas en persa, y algunas en otras lenguas, como turco, armenio, árabe, francés, e incluso en castellano (La malagueña y otras). También participó en muchas películas persas y fue la mayor celebridad del Irán en los años setenta, si bien vio interrumpida su carrera artística por la Revolución Islámica de 1979 y la posterior prohibición de publicar canto de solistas femeninas. Googoosh mantuvo aun así su residencia en Teherán hasta emigrar a mediados de la década de 2000 a Canadá, donde retomó la actividad musical.
Googoosh todavía es muy conocida y admirada en su país y en países vecinos como Afganistán, Tayikistán, Irak, Azerbaiyán y otros.

## Discografía
- 1970: Do panjareh
- 1971: Mordab
- 1972: Kuh
- 1973: Kavir
- 1974: Hamsafar
- 1975: Pol
- 1976: Mano konjeşkayeh xune
- 1977: Dar emtedadeh şab
- 1978: Ageh bemuni
- 2000: Zartoşt
- 2004: Axarin xabar
- 2005: Manifest
- 2008: Şabe sepid
- 2010: Hajme sabz
- 2012: E'jaz
- 2015: Akse Khosoosi

## Filmografía

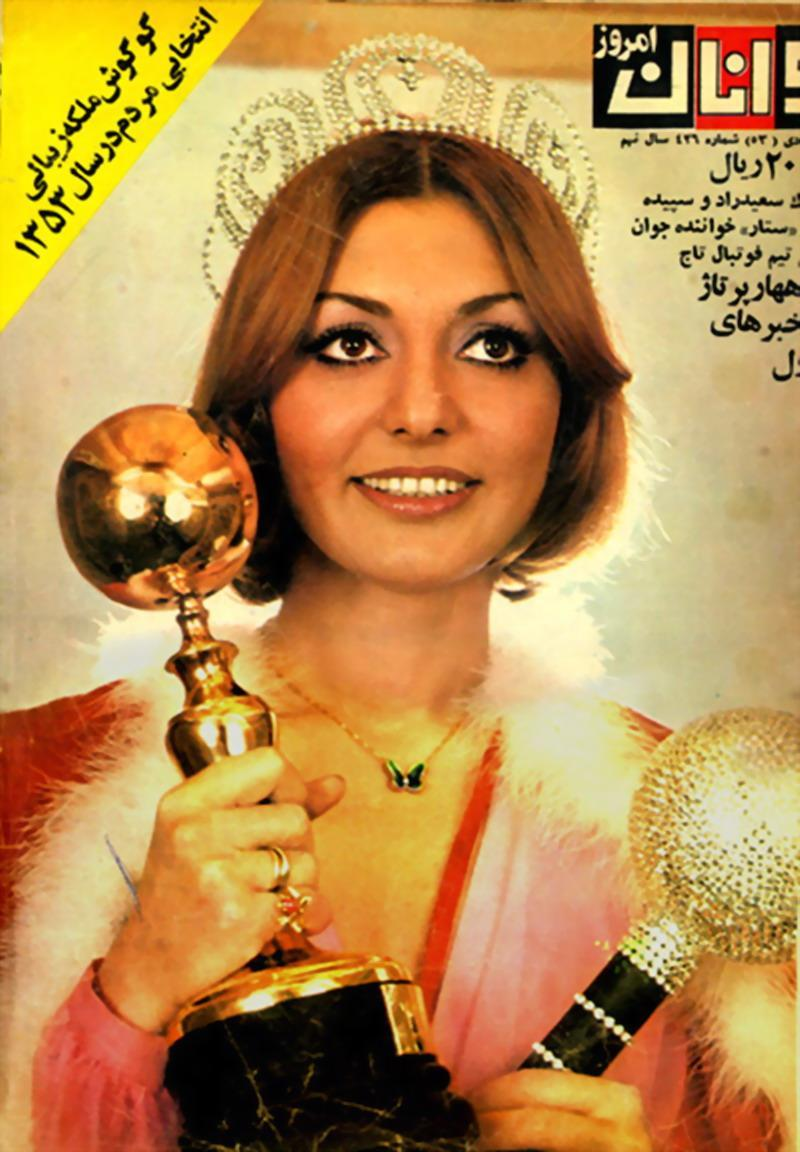
Googoosh en la revista Javanan-e Emrooz (1974).

- Bim wa Omid (1960)
- Fereshteh-ye Farâri (1961)
- Sheytoon-Bâlâ (1965)
- Toloo (1970)
- Panjareh (1970)
- Bitâ (1972)
- Nâzanin (1976)
- Dar emtedâd-e Shab (1978)
- Hamsafar
- Mâh-e Asal
- Ehsâs-e Dâgh
- Shab-e Gharibân
- Seh Divâneh